# Hildegard (udde i Antarktis)
Hildegard är en udde i Antarktis. Den ligger i Västantarktis. Argentina, Chile och Storbritannien gör anspråk på området.
Terrängen inåt land är kuperad åt sydost, men åt sydväst är den platt. Havet är nära Hildegard åt nordväst.  Trakten är glest befolkad. Närmaste befolkade plats är Bernardo O'Higgins Station, 0,83 kilometer öster om Hildegard. 